# فورست سيتي (كارولاينا الشمالية)
فورست سيتي (بالإنجليزية: Forest City, North Carolina)‏ هي بلدة أمريكية تقع في الولايات المتحدة في مقاطعة روذرفورد. يقدر عدد سكانها بـ 7,476 نسمة ومساحتها 21.3 كم2 ووترتفع عن سطح البحر 319 متر.

## التركيبة السكانية
حدّد مكتب تعداد الولايات المتحدة بيانات التركيبة السكانية لفورست سيتي في تعداد الولايات المتحدة. في ما يلي، التركيبة السكانية حسب تعدادي 2000 و2010.

### تعداد عام 2000
بلغ عدد سكان فورست سيتي 7,549 نسمة بحسب تعداد عام 2000، وبلغ عدد الأسر 3,245 أسرة وعدد العائلات 2,028 عائلة مقيمة في المدينة. في حين سجلت الكثافة السكانية 339.6 نسمة لكل كيلومتر مربع (879.6/ميل2). وبلغ عدد الوحدات السكنية 3,638 وحدة بمتوسط كثافة قدره 163.7 لكل كيلومتر مربع (424.0/ميل2).
وتوزع التركيب العرقي للمدينة بنسبة 67.37% من البيض و28.83% من الأمريكيين الأفارقة و0.20% من الأمريكيين الأصليين و0.77% من الأمريكيين ذوي الأصول الآسيوية و0.13% من سكان جزر المحيط الهادئ و1.38% من الأعراق الأخرى و1.32% من عرقين مختلطين أو أكثر و3.72% من الهسبانيون أو اللاتينيون من أي عرق.
بلغ عدد الأسر 3,245 أسرة كانت نسبة 31.6% منها لديها أطفال تحت سن الثامنة عشر تعيش معهم، وبلغت نسبة الأزواج القاطنين مع بعضهم البعض 39.5% من أصل المجموع الكلي للأسر، ونسبة 19.3% من الأسر كان لديها معيلات من الإناث دون وجود شريك،  بينما كانت نسبة 3.7% من الأسر لديها معيلون من الذكور دون وجود شريكة وكانت نسبة 37.5% من غير العائلات. تألفت نسبة 33.9% من أصل جميع الأسر من عدة أفراد يعيشون في نفس المنزل ونسبة 16.6% كانت تتألف من شخص يعيش بمفرده يبلغ من العمر 65 عاماً أو أكثر. وبلغ متوسط حجم الأسرة المعيشية 2.28، أما متوسط حجم العائلات فبلغ 2.90.
بلغ العمر الوسطي للسكان 37.8 عاماً. وكانت نسبة 24.9% من القاطنين تحت سن الثامنة عشر، وكانت نسبة 8.4% بين الثامنة عشر والرابعة والعشرين عاماً، ونسبة 25.8% كانت واقعةً في الفئة العمرية ما بين الخامسة والعشرين والرابعة والأربعين عاماً، ونسبة 20.9% كانت ما بين الخامسة والأربعين والرابعة والستين، ونسبة 18.2% كانت ضمن فئة الخامسة والستين عاماً فما فوق. يوجد لكل 100 أنثى 83.8 ذكر، ويوجد لكل 100 أنثى في الثامنة عشر من عمرها فما فوق 77.0 ذكر.
بلغ متوسط دخل الأسرة في المدينة 24,394 دولارًا، أما متوسط دخل العائلة فبلغ 29,146 دولارًا. وكان متوسط دخل الذكور 25,321 دولارًا مقابل 19,174 دولارًا للإناث. وسجل دخل الفرد الخاص بالمدينة 15,153 دولارًا. وكانت نسبة 13% من العائلات ونسبة 15.2% من السكان تحت خط الفقر، وكان من هؤلاء نسبة 21.4% تحت سن الثامنة عشر ونسبة 12.8% في الخامسة والستين من العمر وما فوق.

### تعداد عام 2010
بلغ عدد سكان فورست سيتي 7,476 نسمة بحسب تعداد عام 2010، وبلغ عدد الأسر 3,173 أسرة وعدد العائلات 1,918 عائلة مقيمة في المدينة. في حين سجلت الكثافة السكانية 336.3 نسمة لكل كيلومتر مربع (871.0/ميل2). وبلغ عدد الوحدات السكنية 3,658 وحدة بمتوسط كثافة قدره 164.6 لكل كيلومتر مربع (426.3/ميل2).
وتوزع التركيب العرقي للمدينة بنسبة 67.07% من البيض و23.97% من الأمريكيين الأفارقة و0.23% من الأمريكيين الأصليين و0.86% من الأمريكيين ذوي الأصول الآسيوية و4.94% من الأعراق الأخرى و2.94% من عرقين مختلطين أو أكثر و9.03% من الهسبانيون أو اللاتينيون من أي عرق.
بلغ عدد الأسر 3,173 أسرة كانت نسبة 31.1% منها لديها أطفال تحت سن الثامنة عشر تعيش معهم، وبلغت نسبة الأزواج القاطنين مع بعضهم البعض 34.8% من أصل المجموع الكلي للأسر، ونسبة 21% من الأسر كان لديها معيلات من الإناث دون وجود شريك،  بينما كانت نسبة 4.7% من الأسر لديها معيلون من الذكور دون وجود شريكة وكانت نسبة 39.6% من غير العائلات. تألفت نسبة 34.5% من أصل جميع الأسر من عدة أفراد يعيشون في نفس المنزل ونسبة 16.4% كانت تتألف من شخص يعيش بمفرده يبلغ من العمر 65 عاماً أو أكثر. وبلغ متوسط حجم الأسرة المعيشية 2.32، أما متوسط حجم العائلات فبلغ 2.97.
بلغ العمر الوسطي للسكان 40.0 عاماً. وكانت نسبة 24.7% من القاطنين تحت سن الثامنة عشر، وكانت نسبة 9.3% بين الثامنة عشر والرابعة والعشرين عاماً، ونسبة 22.5% كانت واقعةً في الفئة العمرية ما بين الخامسة والعشرين والرابعة والأربعين عاماً، ونسبة 25.5% كانت ما بين الخامسة والأربعين والرابعة والستين، ونسبة 18.1% كانت ضمن فئة الخامسة والستين عاماً فما فوق. وتوزع التركيب الجنسي للسكان بنسبة 44.9% ذكور و55.1% إناث.

## أعلام
- فينسون هاميلتون
- تيم إيرلي
- جوناثان ويلسون
- تود كوفي
- روب غراي